# Atletica leggera ai Giochi della XXV Olimpiade - Marcia 10 km

Video della gara: l'arrivo

La prova di marcia 10 km ha fatto parte del programma femminile di atletica leggera ai Giochi della XXV Olimpiade. La competizione si è svolta il 3 agosto nella città di Barcellona, con arrivo nello Stadio olimpico.

## Presenze ed assenze delle campionesse in carica
| Competizione         | Atleta                      | Prestazione                 | Barcellona 1992             |                             |
| -------------------- | --------------------------- | --------------------------- | --------------------------- | --------------------------- |
| Olimpiadi 1988       | Prima apparizione ai Giochi | Prima apparizione ai Giochi | Prima apparizione ai Giochi | Prima apparizione ai Giochi |
| Commonwealth 1990    | Kerry Saxby                 | 45'03”                      | Presente                    |                             |
| Goodwill Games 1990  | Nadežda Rjaškina            | 41'56”23                    | Squalif.                    |                             |
| Europei 1990         | Annarita Sidoti             | 44'00”                      | Presente                    |                             |
| Asiatici 1990        | Chen Yueling                | 44'47”                      | Presente                    |                             |
| Panamericani 1991    | Graciela Mendoza            | 46'41”56                    | Presente                    |                             |
| Coppa del mondo 1991 | Irina Strachova             | 43'55"                      | Non selez.                  |                             |
| Mondiali 1991        | Alina Ivanova               | 42'57”                      | Presente                    |                             |

## Ordine d’arrivo
| Pos.    | Atleta             | Nazione              | Tempo   |
| ------- | ------------------ | -------------------- | ------- |
| Oro     | Chen Yueling       | Cina                 | 44' 32" |
| Argento | Elena Nikolaeva    | Squadra Unificata    | 44' 33" |
| Bronzo  | Li Chunxiu         | Cina                 | 44' 41" |
| 4       | Sari Essayah       | Finlandia            | 45' 08" |
| 5       | Cui Yingzi         | Cina                 | 45' 15" |
| 6       | Madelein Svensson  | Svezia               | 45' 17" |
| 7       | Annarita Sidoti    | Italia               | 45' 23" |
| 8       | Yelena Sayko       | Squadra Unificata    | 45' 23" |
| 9       | Anne Judkins       | Nuova Zelanda        | 45' 28" |
| 10      | Mari Cruz Díaz     | Spagna               | 45' 32" |
| 11      | Katarzyna Radtke   | Polonia              | 45' 45" |
| 12      | Mária Urbanik      | Ungheria             | 45' 50" |
| 13      | Ildikó Ilyés       | Ungheria             | 45' 54" |
| 14      | Encarna Granados   | Spagna               | 46' 00" |
| 15      | Kerry Saxby-Junna  | Australia            | 46' 01" |
| 16      | Beate Anders       | Germania             | 46' 31" |
| 17      | Beata Kaczmarska   | Polonia              | 46' 34" |
| 18      | Andrea Alföldi     | Ungheria             | 46' 35" |
| 19      | Elisabetta Perrone | Italia               | 46' 43" |
| 20      | Michelle Rohl      | Stati Uniti          | 46' 45" |
| 21      | Tina Poitras       | Canada               | 46' 50" |
| 22      | Emilia Cano        | Spagna               | 47' 03" |
| 23      | Miki Itakura       | Giappone             | 47' 11" |
| 24      | Yuko Sato          | Giappone             | 47' 43" |
| 25      | Janice McCaffrey   | Canada               | 48' 05" |
| 26      | Debbi Lawrence     | Stati Uniti          | 48' 23" |
| 27      | Victoria Herazo    | Stati Uniti          | 48' 26" |
| 28      | Maricela Chávez    | Messico              | 48' 39" |
| 29      | Pascale Grand      | Canada               | 49' 14" |
| 30      | Eva Machuca        | Messico              | 50' 02" |
| 31      | Gabrielle Blythe   | Australia            | 50' 13" |
| 32      | Betty Sworowski    | Gran Bretagna        | 50' 14" |
| 33      | Kathrin Born-Boyde | Germania             | 50' 21" |
| 34      | Isilda Gonçalves   | Portogallo           | 50' 23" |
| 35      | Lisa Langford      | Gran Bretagna        | 51' 44" |
| 36      | Miriam Ramón       | Ecuador              | 51' 56" |
| 37      | Perri Williams     | Irlanda              | 54' 53" |
| 38      | Kada Delić         | Bosnia ed Erzegovina | 55' 24" |
| —       | Alina Ivanova      | Squadra Unificata    | Squal.  |
| —       | Ileana Salvador    | Italia               | Squal.  |
| —       | Susana Feitor      | Portogallo           | Squal.  |
| —       | Graciela Mendoza   | Messico              | Squal.  |
| —       | Vicky Lupton       | Gran Bretagna        | Squal.  |
| —       | Ma Kyin Lwan       | Birmania             | Squal.  |

Dopo la fine della gara Ileana Salvador, giunta terza, viene squalificata.